# Soc.culture.china

soc.culture.china（简称SCC），有关中国的最早的网上论坛。1987年11月建于Usenet。使用语言主要为英文。